# Aston (Ariège)
Aston település Franciaországban, Ariège megyében. Lakosainak száma 193 fő (2022. január 1.). Aston Albiès, Château-Verdun, Gestiès, Larcat, Lassur, Luzenac, Mérens-les-Vals, Miglos, Pech, Savignac-les-Ormeaux, Ordino közösség és Canillo közösség községekkel határos.

## Népesség
A település népességének változása:
| Lakosok száma | 201  | 321  | 231  | 245  | 222  | 226  | 220  | 207  | 203  | 193  |
|               | 1968 | 1982 | 1990 | 2006 | 2013 | 2015 | 2017 | 2019 | 2020 | 2022 |